# Hèrnia umbilical
Una hèrnia umbilical és un tipus d'hèrnia on la paret abdominal darrere del melic està danyada. Pot fer que el melic bombi cap a l'exterior: la protuberància conté greix abdominal de l'epipló major o, ocasionalment, de parts de l'intestí prim. La protuberància sovint es pot pressionar cap enrere a través del forat de la paret abdominal i pot "sorgir" quan es tus o s'actua d'una manera que augmenti la pressió intraabdominal. El tractament és quirúrgic i la cirurgia es pot realitzar per motius estètics i/o relacionats amb la salut.

## Causes
Qualsevol situació o malaltia que causi un augment de la pressió intraabdominal pot provocar una hèrnia. Alguns dels factors de risc són els següents:
- Antecedents familiars d'hèrnia
- Sexe masculí
- Obesitat
- Embaràs
- Trastorns del col·lagen
- Cirurgia abdominal prèvia
- Fer esforços com aixecar objectes pesats
- Edat

## Patogènia
És una hèrnia molt comuna en infants i adults, especialment en persones obeses i en dones. La protrusió involucra l'intestí prim, el peritoneu i l'epipló, i altres vísceres i comporta una elevada incidència d'estrangulació del contingut herniat. Entre totes les hèrnies, es presenten en un 2% dels casos. Es fa visible per damunt i per fora de la cicatriu umbilical en forma d'un bony ovalat sobre el melic, ocasionalment dolorós. A més de l'examen clínic, no és habitual fer altres exàmens per diagnosticar una hèrnia umbilical. Ocasionalment es veu associada a diàstasi, és a dir, separació dels músculs rectes de l'abdomen.

## Tractament
Només una operació quirúrgica pot resoldre una hèrnia umbilical, almenys fins ara. El procediment es denomina herniorràfia. Per a les hèrnies més petites, l'operació es fa amb anestèsia local. Per a les hèrnies més grans i complexes, l'operació es realitza sota anestèsia general. La reparació quirúrgica es justifica en infants si hi ha evidència d'estrangulació dels components herniats o si el defecte és molt gran i estèticament notable després dels 3 o 4 anys. En altres casos es pot realitzar un tractament mecànic (plec). En l'adult s'ha de reparar amb cirurgia per evitar una estrangulació. Es poden utilitzar malles, que disminueixen la taxa de recurrència. El procediment pot ser per laparoscòpia, la qual cosa disminueix el risc i les complicacions postoperatòries. La presència d'algunes malalties com la cirrosi i la presència d'ascites no són una contraindicació de la cirurgia, ja que els riscos causats per l'hèrnia són majors que els de la cirurgia. En hèrnies simples o de menys de 2 cm el percentatge que l'hèrnia es torni a produir és el mateix si s'utilitza una malla o si només es tanca. En hèrnies de més de 2 cm sí que és millor el tractament amb la malla, ja que disminueix el percentatge de recurrència.

## Pronòstic
El pronòstic és favorable per a la majoria de pacients en els quals es disminueixin els factors de risc. La recurrència després de la cirurgia està relacionada amb l'obesitat, la mida de l'hèrnia i una edat avançada. En persones sanes la taxa de recurrència és molt baixa.